# Svensk mesterskab i ishockey 1936
Det svenske mesterskab i ishockey 1936 var det 15. svenske mesterskab i ishockey for mandlige klubhold. Mesterskabet havde deltagelse af 12 klubber og blev afviklet som en cupturnering med afslutning den 15. marts 1936.
Mesterskabet blev vundet af Hammarby IF, som blev svenske mestre for tredje gang, og for første gang siden 1933. Finalen var et opgør mod AIK, men det krævede to kampe at få afgjort mesterskabet. I finalen endte den ordinære kamp 0-0, og efter tre overtidsperioder a 10 minutter var stillingen fortsat uafgjort, efter at begge hold havde scoret en enkelt gang i den anden overtidsperiode. Derfor blev afgørelsen udsat til to dage senere, hvor en ny finale blev spillet, og hvor Hammarby IF sejrede med 5-1. Åke Andersson, der blot var 17 år, scorede to af Hammarbys mål, mens hans storebror Stig Emanuel Andersson samt Lennart Hellman og Ragnar Johansson satte de øvrige tre scoringer. Ruben Carlsson, som inden denne sæson havde skiftet til AIK fra Hammarby IF, stod for AIK's enlige fuldtræffer.
Hammarby IF var i finalen for sjette sæson i træk, og syvende gang i alt. AIK havde kvalificeret sig til slutkampen for tredje sæson i træk, og fjerde gang i alt, og der var tredje sæson i træk, at SM-finalen var et opgør mellem AIK og Hammarby IF. Finalerne blev spillet i Ispaladset i Stockholm, og kampene blev overværet af 1.800 hhv. 2.500 tilskuere.

## Resultater

### Første runde
| Dato                                 | Kamp                         | Res. | Perioder | Tilsk. | Spillested  | Ref.        |
| ------------------------------------ | ---------------------------- | ---- | -------- | ------ | ----------- | ----------- |
|                                      | IK Hermes - Djurgårdshofs IF | 9–0  |          |        |             | [ 2 ] [ 5 ] |
| Södertälje IF - UoIF Matteuspojkarna | 3–1                          |      |          |        | [ 2 ] [ 5 ] |             |
| Södertälje SK - IFK Mariefred        | 1–1                          |      |          |        | [ 2 ]       |             |
| IK Göta - IK Sture                   | 2–1                          |      |          |        | [ 2 ] [ 5 ] |             |

#### Omkamp
| Dato | Kamp                          | Res. | Perioder | Tilsk. | Spillested | Ref.        |
| ---- | ----------------------------- | ---- | -------- | ------ | ---------- | ----------- |
|      | Södertälje SK - IFK Mariefred | 4–0  |          |        |            | [ 2 ] [ 5 ] |

### Kvartfinaler
| Dato                      | Kamp                       | Res. | Perioder      | Tilsk. | Spillested  | Ref.              |
| ------------------------- | -------------------------- | ---- | ------------- | ------ | ----------- | ----------------- |
| 7. marts                  | Hammarby IF - Karlbergs BK | 4–0  | 2-0, 2-0, 0-0 | 400    | Ispaladset  | [ 2 ] [ 6 ] [ 5 ] |
|                           | IK Göta - Södertälje SK    | 4–1  |               |        |             | [ 2 ] [ 5 ]       |
| IK Hermes - Södertälje IF | 4–1                        |      |               |        | [ 2 ] [ 5 ] |                   |
| AIK - Tranebergs IF       | 4–0                        |      |               |        | [ 2 ] [ 5 ] |                   |

### Semifinaler
| Dato      | Kamp                    | Res. | Perioder      | Tilsk. | Spillested | Ref.                    |
| --------- | ----------------------- | ---- | ------------- | ------ | ---------- | ----------------------- |
| 10. marts | Hammarby IF - IK Hermes | 4–1  | 2-0, 1-1, 1-0 | 400    | Ispaladset | [ 2 ] [ 3 ] [ 6 ] [ 5 ] |
| 11. marts | AIK - IK Göta           | 3–1  |               |        |            | [ 2 ] [ 3 ] [ 5 ]       |

### Finale
| Dato      | Kamp              | Res. | Perioder      | Forl.         | Tilsk. | Spillested | Ref.                          |
| --------- | ----------------- | ---- | ------------- | ------------- | ------ | ---------- | ----------------------------- |
| 13. marts | AIK - Hammarby IF | 1–1  | 0-0, 0-0, 0-0 | 0-0, 1-1, 0-0 | 1.800  | Ispaladset | [ 2 ] [ 3 ] [ 6 ] [ 4 ] [ 5 ] |

#### Omkamp
| Dato      | Kamp              | Res. | Perioder      | Tilsk. | Spillested | Ref.                          |
| --------- | ----------------- | ---- | ------------- | ------ | ---------- | ----------------------------- |
| 15. marts | AIK - Hammarby IF | 1–5  | 0-2, 1-1, 0-2 | 2.500  | Ispaladset | [ 2 ] [ 3 ] [ 6 ] [ 4 ] [ 5 ] |

## Spillere
Hammarby IF's mesterhold bestod af følgende spillere:
- Stig Emanuel "Stickan" Andersson (2. SM-titel)
- Åke "Plutten" Andersson (1. SM-titel)
- Tycho Bohman (3. SM-titel)
- Lennart "Joe" Hellman (1. SM-titel)
- Ragnar "Ragge" Johansson (1. SM-titel)
- Bertil "Berra" Lundell (3. SM-titel)
- John Wikland (1. SM-titel)
- Sigfrid "Sigge" Öberg (3. SM-titel)
- Lennart "Månen" Österholm (1. SM-titel)